# Lindebeuf
Lindebeuf ist eine französische Gemeinde mit 383 Einwohnern (Stand: 1. Januar 2022) im Département Seine-Maritime in der Region Normandie. Die Gemeinde gehört zum Arrondissement Rouen und zum Kanton Yvetot. Die Bewohner werden Lindebeuviens und Lindebeuviennes genannt.

## Geografie
Lindebeuf liegt im Zentrum des Départements, etwa 32 Kilometer nordnordwestlich von Rouen. Nachbargemeinden von Lindebeuf sind Boudeville im Norden und Nordwesten, Le Torp-Mesnil im Norden, Val-de-Saâne im Nordosten, Imbleville im Osten, Vibeuf im Süden, Ouville-l’Abbaye im Südwesten sowie Berville-en-Caux im Westen.

## Bevölkerungsentwicklung

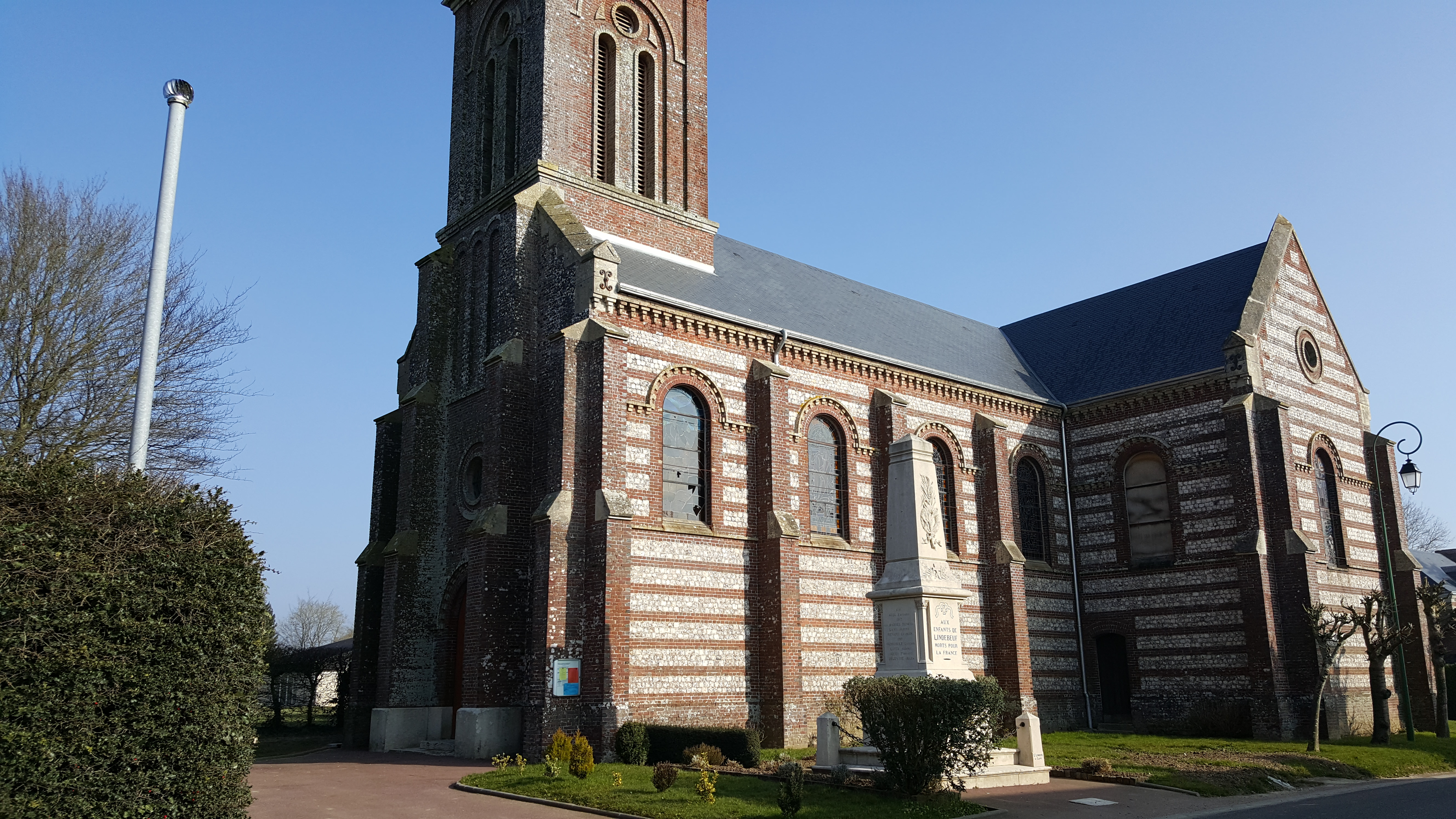
Kirche Saint-Lubin

| Jahr                       | 1962 | 1968 | 1975 | 1982 | 1990 | 1999 | 2006 | 2013 | 2020 |
| Einwohner                  | 237  | 207  | 206  | 266  | 271  | 283  | 332  | 376  | 388  |
| Quellen: Cassini und INSEE |      |      |      |      |      |      |      |      |      |

## Sehenswürdigkeiten
- Kirche Saint-Lubin von 1647
- Kirche Notre-Dame von 1873
- Protestantische Kirche